# Mori Tower

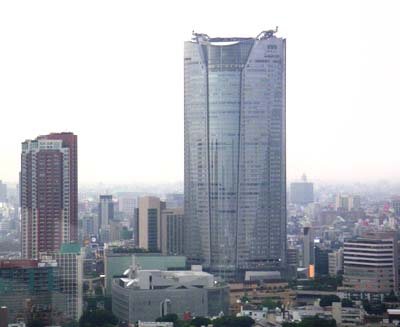
Roppongi Hills visto a partir da Torre de Tóquio

Mori Tower ou edifício Mori é um dos arranha-céus mais altos do mundo, com 238 metros (781 ft), que faz parte do complexo Roppongi Hills. Edificado em Roppongi, na cidade de Tóquio, Japão, foi concluído em 2003 com 54 andares.